# Tataháza
Tataháza je obec v Maďarsku v župě Bács-Kiskun v okrese Bácsalmás.

## Poloha
Tataháza leží na jihu Maďarska. Prochází jím silnice z Baji do Segedína. Bácsalmás je vzdálen 7 km, Baja 28 km a Segedín 70 km.